# Krang (Tartarughe Ninja)
Krang è un personaggio immaginario dei cartoni, dei fumetti e dei film delle Tartarughe Ninja. Krang è un alieno signore della guerra e uno dei nemici principali più ricorrenti delle Tartarughe, tra cui Shredder.

## Il personaggio

### Televisione
- Tartarughe Ninja alla riscossa: Krang fece la sua prima comparsa ufficiale come uno dei due antagonista principali nella prima serie animata. Prima dell'inizio della serie, Krang era una creatura rettiliana al comando di un esercito di Rock Soldiers sotto la guida del generale Traag, e prese la stazione completata chiamata il Technodrome, una potente fortezza da battaglia mobile, e bandì Von Drakus, che aiutò Krang a costruirla, sul pianeta Terra. Quando fu bandito dalla Dimensione X, Krang fu spogliato del suo corpo e ridotto a una forma simile al cervello, costretto a usare piccoli androidi camminatori e/o piccole piattaforme per muoversi. Mentre era sulla Terra, Krang si alleò con Shredder, che, insieme al suo esercito robotico di soldati del Clan del Piede, si trasferì nel Technodrome. In cambio, Shredder dovette progettare e costruire un nuovo corpo per Krang, un esoscheletro di forma umana chiamato il suo "corpo androide", che alla fine trasforma in un gigante e usa per attaccare le tartarughe. Shredder mantenne la sua parte dell'accordo nell'episodio della prima stagione "Shredder e Splinter faccia a faccia", in gran parte perché non era in grado di affrontare le tartarughe e aveva bisogno dell'aiuto di Krang. Nell'episodio della terza stagione "Shredderville", le tartarughe sognano un mondo parallelo in cui non hanno mai vissuto, e Shredder non ebbe problemi a conquistare il mondo; in quel mondo, Shredder abbandonò Krang dopo che la sua conquista fu completata, lasciandolo senza corpo e un Technodrome gravemente danneggiato. L'obiettivo finale di Krang è conquistare la Terra; probabilmente è diventato il suo obiettivo solo dopo essere stato esiliato sulla Terra, ma questo punto non è mai chiarito. Ogni piano che Krang concepisce è mirato a quell'obiettivo o all'obiettivo a breve termine di potenziare il Technodrome. Non condivide l'ossessione di Shredder per le Tartarughe e Splinter; mentre Shredder le vede come nemici mortali, Krang sembra considerarle più come fastidi da distruggere quando interferiscono nei suoi piani. Ha la sua "versione" delle tartarughe, tuttavia: un gruppo di adolescenti ribelli della Dimensione X chiamati i neutrini sembrano avere una relazione molto simile con Krang come Shredder ha con i protagonisti. Contando dal primo incontro tra le Tartarughe, Shredder e Krang, l'alieno ha trascorso sette stagioni nel Technodrome, da qualche parte sulla Terra o nella Dimensione X, progettando di potenziare la sua fortezza da battaglia e conquistare la Terra. Alla fine le Tartarughe sono riuscite a bandire il Technodrome nella Dimensione X senza Krang e Shredder. A quel punto hanno iniziato a operare da un vecchio edificio scientifico. Krang e Shredder sono infine tornati al Technodrome nell'episodio dell'ottava stagione "Viaggio nella Dimensione X", ma le Tartarughe distruggono i motori del Technodrome, intrappolandolo e i suoi abitanti nella Dimensione X e ponendo fine ai piani di Krang. Krang trascorse i successivi due anni nella Dimensione X, finché non fu contattato dal malvagio e tirannico alieno signore della guerra Lord Dregg. Il nuovo nemico organizzò il suo ritorno sulla Terra con Shredder, per aiutarlo a combattere le Tartarughe. Tuttavia, Dregg li tradì e prosciugò l'intelligenza di Krang. Shredder fuggì e ripristinò Krang, ma Dregg li catturò di nuovo. Alla fine, le Tartarughe rovinarono il suo malefico piano e trasportarono Shredder e Krang nella Dimensione X. Nel finale della serie, Divide and Conquer, le Tartarughe tornano al Technodrome per prendere il corpo androide di Krang, di cui hanno bisogno per combattere Lord Dregg. Krang non si vede da nessuna parte, ma si presume che sia ancora da qualche parte nella Dimensione X.
- Teenage Mutant Ninja Turtles - Tartarughe Ninja: In questa versione è una specie aliena basata sia su Krang che sugli Utrom in cui appaiono nella serie animata del 2012, chiamata i Kraang. Kraang Prime è il leader supremo della mente alveare ed era un normale scienziato Utrom finché non ha creato il mutageno, che ha usato per trasformarsi in Kraang Prime. Ha quindi usato i suoi poteri per schiavizzare la maggior parte degli Utrom facendoli diventare schiavi della mente alveare. Dato che la serie introduce la controparte del 1987 come un universo alternativo, il Krang originale fa la sua apparizione e si dice che sia un cugino del Kraang Vice-Supremo che è finito esiliato in quella dimensione perché era un pasticcione. Ha tentato di distruggere gli altri universi (Mirage, 1987 e 2012), quest'ultimo dei quali i Kraang avevano cercato in particolar modo di conquistare i mondi, usando il desiderio del Vice-Supremo di "spazzare via le Tartarughe a qualsiasi costo" come leva. Sub-Prime lo bandisce di nuovo nell'universo del 1987 una volta che questo viene rivelato, poiché questa incompetenza era il motivo per cui Krang era stato bandito in primo luogo.

### Film
- Turtles Forever: Krang del 1987 riappare anche nel film d'animazione crossover in cui lui, Shredder e le loro Tartarughe Ninja finiscono nell'altro universo del 2003. Sebbene Shredder sia riuscito a trovare la sua controparte del 2003 (conosciuta come l'Utrom Shredder), non è stato in grado di trovare quella di Krang, anche se esiste in questo universo.
- Tartarughe Ninja - Fuori dall'ombra: il comandante Krang fece la sua prima apparizione in live-action come antagonista principale del secondo film reboot. In questa versione sembra fedele alla sua versione nei fumetti in termini di un grande cervello con tratti facciali, sebbene il suo Technodrome sia più grigio e robotico. Ha anche sottili strisce di placcatura che sembrano pelle, un riferimento al design estremamente umanoide impiegato dalla versione dei fumetti.
- Il destino delle Tartarughe Ninja - Il film: Krang Leader riappare anche come antagonista principale nel sequel cinematografico della serie animata Rise of the Teenage Mutant Ninja Turtles - Il destino delle Tartarughe Ninja. I personaggi sono una specie aliena atterrata sull'antica Terra portando con sé un mutageno noto come Empyrean, che ha creato la razza Yōkai. Durante il periodo feudale in Giappone, il malvagio Krang Leader donò a Oroku Saki, leader del Clan del Piede, l'armatura oscura Kuroi Yōroi, che permise a Saki di sconfiggere i nemici del Piede, ma finì per possederlo e trasformarlo nel malefico Shredder e indusse il clan del Piede ad adorarli. Alla fine un gruppo di guerrieri che creò la chiave mistica dell'arma e la usò per bandirli in un altro regno per mille anni. Durante il finale della serie animata, Shredder dissotterra i resti di un Krang all'interno di una nave sepolta mentre cerca Empyrean per realizzare i suoi obiettivi. Quando i Soldati del Piede apre il portale per liberarli, solo tre di loro sono sopravvissuti all'esilio, quindi possiedono i membri del Clan del Piede e li trasformano in mostruosi servitori (la stessa sorte toccherà in seguito a Raffaello, finché Leonardo non lo fa uscire dalla situazione) e procedono a prendere il controllo dell'edificio più alto della città per aprire un portale abbastanza grande da consentire l'attraversamento con la loro nave Technodrome. A differenza delle precedenti versioni di Krang che si basavano principalmente sul loro intelletto, questa controparte è più potente, letale e di pura malvagità ed è in grado di combattere senza l'uso di alcun tipo di tecnologia ed è virtualmente inarrestabile nelle sue tute. Il loro metodo di mutazione differisce notevolmente dalle precedenti incarnazioni anche perché utilizzano una forma di bio-crescita che di solito prende il sopravvento o altrimenti trasmuta qualsiasi cosa tocchi, al punto che può manipolare la materia inorganica. I loro membri includono la mente dietro il loro piano che guida gli altri due, la Krang Sorella che guida gli schiavi posseduti in battaglia e ha un temperamento, e il silenzioso Krang Fratello che è incaricato di diffondere la bio-crescita, creare il portale e pilotare il Technodrome (che in questa serie è tecno-organico). La femmina perse l'occhio destro per mano della giovane April O'Neil e fu sconfitta dalla stessa ragazza, Splinter e Casey Jones (il figlio dell'ex recluta del Clan del Piede, Cassandra) e in seguito catturata dagli umani; il maschio muto fu trattenuta da Donatello quando prese il controllo del Tecnodromo e presumibilmente distrutta con la nave; il leader dei Krang fu nuovamente esiliato per mano di Leonardo nella dimensione prigione, godendo la sua meritata punizione in cui si mette a urlare furiosamente dalla sua amara sconfitta.
- Tartarughe Ninja - Caos mutante: Una donna di nome Cynthia Utrom è a capo del TCRI. Il suo cognome e il suo legame con Shredder (che è implicito nella scena finale dopo i titoli di coda) suggeriscono che potrebbe rivelarsi essere Krang nel futuro sequel.